# Рејмонд (Вашингтон)
Рејмонд (енгл. Raymond) град је у америчкој савезној држави Вашингтон. По попису становништва из 2010. у њему је живело 2.882 становника.

## Демографија
Према попису становништва из 2010. у граду је живело 2.882 становника, што је 93 (3,1%) становника мање него 2000. године.
| Група             | 2000.         | 2010.         |
| Белци             | 2.337 (78,6%) | 2.047 (71,0%) |
| Афроамериканци    | 7 (0,2%)      | 27 (0,9%)     |
| Азијати           | 210 (7,1%)    | 195 (6,8%)    |
| Хиспаноамериканци | 273 (9,2%)    | 466 (16,2%)   |
| Укупно            | 2.975         | 2.882         |